# Liste der Staatsoberhäupter 603
Übersicht
◄◄ | ◄ | 599 | 600 | 601 | 602 | Liste der Staatsoberhäupter 603 | 604 | 605 | 606 | 607 | ► | ►►

Weitere Ereignisse

## Afrika
- Aksumitisches Reich
  - König: Gersem (ca. 600–614)

## Amerika
- Maya
  - Caracol
    - Herrscher: "Knot Lord" (599–613)

  - Copán
    - Herrscher: Butz' Chan (578–628)

  - Palenque
    - Herrscher: Yohl Ik'nal (583–604)

  - Tikal
    - Herrscher: Animal Skull (um 593–628)

  - Toniná
    - Herrscher: K'inich Hix Chapat (595–665)

## Asien
- Bagan
  - König: Htunchit (598–613)

- China
  - Kaiser: Sui Wendi (581–604)

- Östliches Reich der Gök-Türken
  - Khan: Kimin Türe (600–609)

- Westliches Reich der Gök-Türken
  - Khan: Tardu (575–603)
  - Khan: Shih-kuei (603–618)

- Iberien (Kartlien)
  - König: Stefanos I. (ca. 590–627)

- Indien
  - Chalukya
    - König: Mangalesa (597–609)

  - Kadamba
    - König: Aja Varman (565–606)

  - Pallava
    - König: Simha Vishnu (575–615)

  - Pandya
    - König: Maravarman Avani Culamani (590–620)

- Japan
  - Kaiser: Suiko (592–628)

- Korea
  - Baekje
    - König: Mu (600–641)

  - Goguryeo
    - König: Yeongyang (590–618)

  - Silla
    - König: Jinpyeong (579–632)

- Sassanidenreich
  - Schah (Großkönig): Chosrau II. (590–628)

- Tibet
  - König: Namri Songtsen (ca. 601–617)

## Europa
- Awarisches Reich
  - Khagan: Baian II. (602–617)

- England (Heptarchie) 
  - Bernicia
    - König: Æthelfrith (592–616)

  - Deira
    - König: Æthelric (588/590/599–593/604)

  - East Anglia
    - König: Rædwald (593/599–625)

  - Essex
    - König: Sledda (ca. 587–ca. 603)

  - Kent
    - König: Æthelberht (560/585–616/618)

  - Mercia
    - König: Pybba (593–606)

  - Northumbria
    - König: Æthelfrith (592–616)

  - Wessex
    - König: Ceolwulf (597–611)

- Fränkisches Reich
  - Austrasien: Theudebert II. (596–612)
  - Neustrien: Chlothar II. (584–629)
  - Burgund: Theuderich II. (596–613)
  - Herzogtum Baiern: Tassilo I. (593–610)

- Langobardenreich
  - König: Agilulf (590–615)
  - Autonome langobardische Herzogtümer:
    - Herzog: Arichis I. (591–641)
    - Herzog des Friaul: Gisulf II. (590–610)
    - Herzog von Spoleto: Theudelapius (601–653)

- Oströmisches Reich
  - Kaiser: Phokas (602–610)

- Schottland
  - Dalriada
    - König: Aidan (574–608)

- Wales
  - Gwynedd
    - König: Iago ap Beli (ca. 599–ca. 613)

- Westgotenreich
  - König: Liuva II. (601–603)
  - König: Witterich (603–610)

## Religiöse Führer
- Papst: Gregor I. (590–604)
- Patriarch von Konstantinopel: Kyriakos (596–606)